# PGC 2234911
LEDA/PGC 2234911 ist eine Spiralgalaxie vom Hubble-Typ Sa im Sternbild Großer Bär am Nordsternhimmel. Sie ist schätzungsweise 963 Millionen Lichtjahre von der Milchstraße entfernt und hat einen Durchmesser von etwa 105.000 Lichtjahren.
Im selben Himmelsareal befinden sich u. a. die Galaxien NGC 3938, PGC 2232048, PGC 2237471, PGC 2238816.